# Süleyman I
Kanuni Sultan Süleyman I of Soleiman de Grote vaak ook Suleiman de Magnifieke of Süleyman de Magnifieke genoemd. (Trabzon, 6 november 1494 – bij Szigetvár, 6 september 1566), was de tiende sultan van het Ottomaanse Rijk. Hij volgde in 1520 zijn vader Selim I op. Hij wordt ook wel de Wetgever (in het Turks Kanuni) of de Prachtlievende genoemd. Hij was gehuwd met Haseki Hürrem Sultan, beter bekend als Roxelana, met wie hij vijf kinderen had, waaronder Selim II, zijn opvolger.
Süleyman de Magnifieke ondernam in totaal 13 grote militaire expedities en breidde de landsgrenzen van het rijk sterk uit. Zijn legers namen de Balkanlanden in, veroverden grote delen van Noord-Afrika en trokken op tot ver in het Habsburgse Rijk. Süleyman zou de laatste sultan zijn die persoonlijk zijn legers aanvoerde. Süleyman omringde zich met bekwame bestuurders en raadslieden, en recht, literatuur, kunst en architectuur bloeiden onder zijn bewind. Hij was in grote mate verantwoordelijk voor de herbouw van Constantinopel en de steden Mekka en Bagdad.

## Jeugd en machtsovername
Süleyman werd geboren op 6 november 1494 in Trabzon, gelegen in het noordoosten van Turkije. Vanaf zijn zevende jaar leerde hij wetenschap, geschiedenis, literatuur, godsdienst en militaire strategie in de scholen van Istanbul.

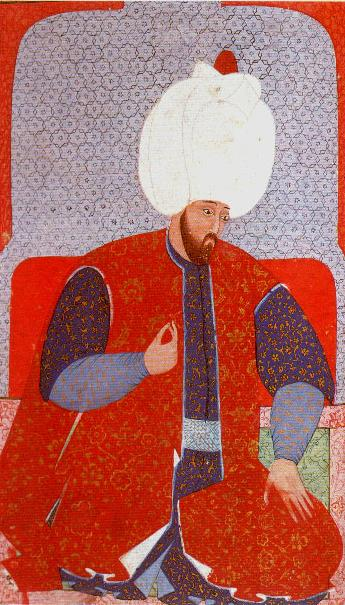
Sehzade Suleyman als jongeman

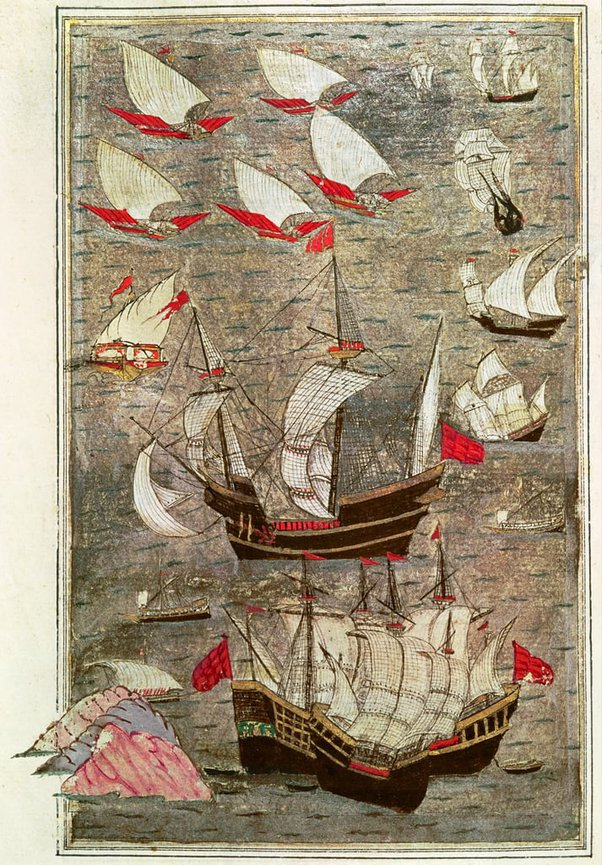
Osmaanse vloot in de Indische Oceaan in de 16e eeuw.

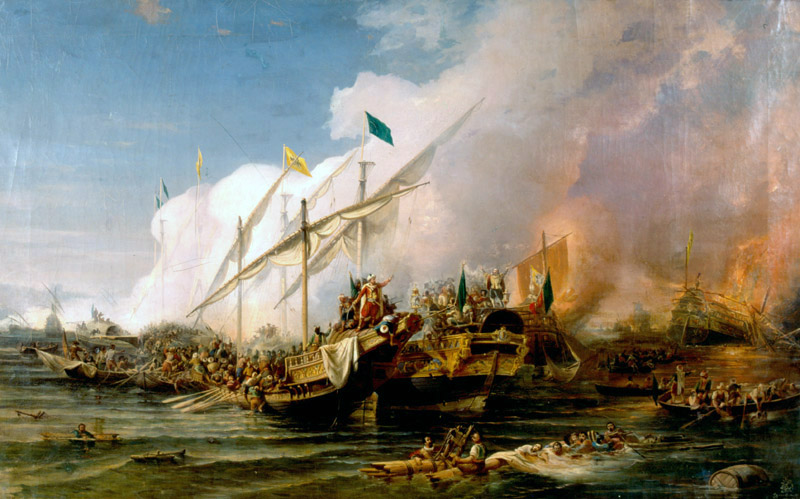
Hayreddin Pasha verslaat de Heilige Liga van Karel V in de Slag bij Preveza in 1538

Süleyman was de zoon van sultan Selim I, die regeerde van 1512 tot 1520. Zijn moeder, Ayşe Hafsa Sultan, was een prinses uit het Kanaat van de Krim. Selim I veroverde Klein-Azië, versloeg de Safawidische sjah Ismail I in 1514 en veroverde in 1517 het Mammeluk Syrië en Egypte. Hij breidde het Osmaanse rijk sterk uit en maakte het machtiger. Toen Selim I in 1520 overleed, volgde zijn zoon Süleyman hem op zesentwintigjarige leeftijd op.
Süleyman was sinds jonge leeftijd goed bevriend met Pargali Ibrahim Pasha (1494-1536), een getalenteerde hofdienaar die oorspronkelijk een Griekse visserszoon uit Parga was. Nadat Süleyman in 1520 de troon besteeg, benoemde hij Ibrahim tot zijn grootvizier. Ondanks zijn gewone en christelijke afkomst kreeg Ibrahim als kapikulu de machtigste functie na de sultan toevertrouwd. Hij blonk dan wel uit als een briljante staatsman en commandant. Toen Ibrahim Pasha zijn briefwisseling begon te ondertekenen met de titel sultan werd dat zijn doodsvonnis. Het gebruik van deze titel betekende aanspraak op machtsdeling en betekende voor Süleyman een regelrechte opstand. Ibrahim Pasha werd geëxecuteerd.

## Veroveringen
Nadat Süleyman zijn vader Selim I had opgevolgd begon hij een serie militaire expedities om een revolutie neer te slaan, die geleid werd door de gouverneur van Damascus. Hierna veroverde hij in augustus 1521 Belgrado.
Süleymans vader had ooit het plan opgevat om het christelijke bolwerk Rodos, een eilandje voor de Ottomaanse kust, te veroveren. Dit eiland was in handen van de ridders van de Johannieter Orde. Tijdens het bewind van Selim I kon Rodos niet veroverd worden, maar in 1522 slaagde Süleyman er alsnog in dit doel te bereiken toen hij een 40.000 man sterk leger op het eiland afzette. Het beleg duurde zes maanden, waarna Süleyman als overwinnaar uit de strijd kwam. Hij stond vervolgens toe dat de overlevenden aan Griekse zijde konden vertrekken naar het koninkrijk Sicilië.
Op 29 augustus 1526 veroverde Süleyman Hongarije, nadat hij de 20-jarige koning Lodewijk II van Hongarije in de Slag bij Mohács had verslagen. Na politieke conflicten die hier op volgde werd Hongarije in 1541 opgesplitst in drie delen. Ferdinand I van Habsburg, de aartshertog van Oostenrijk, kreeg het gebied dat bekendstond als "koninklijk Hongarije", bestaand uit Slowakije, Burgenland en West-Kroatië. Johan Zapolya (János Szápolyai), een Hongaarse edelman en troonpretendent, kreeg Transsylvanië en het derde deel ging naar Süleyman zelf onder de naam Ottomaans Hongarije.

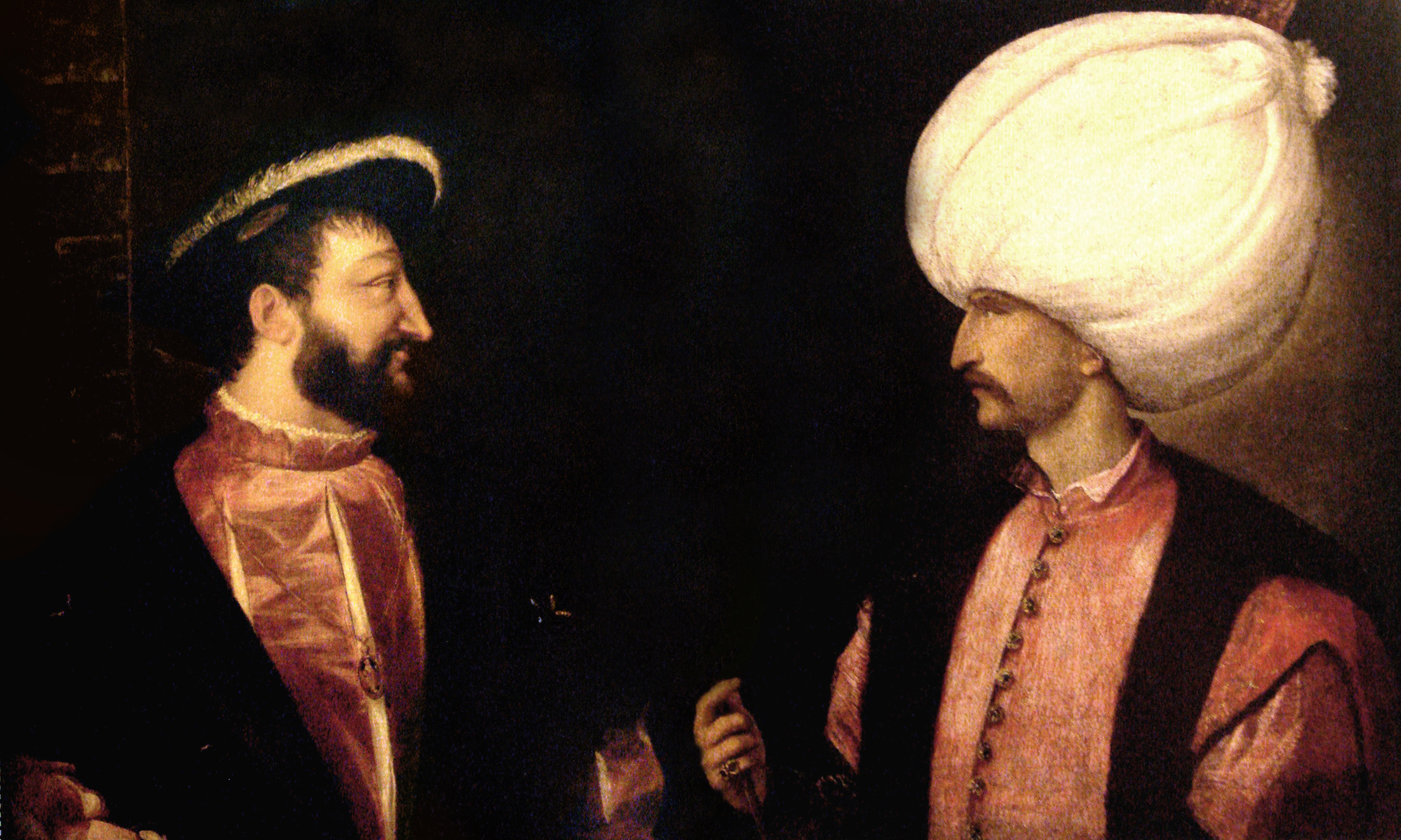
François I van Frankrijk (links) en Suleyman I (rechts), n.a.v. Frans-Osmaanse alliantie in 1530.

De Habsburgers veroverden Hongarije binnen korte tijd weer op Süleyman. De sultan probeerde het terug te nemen door opnieuw binnen te vallen. Dit bleef zonder succes door omstandigheden als slecht weer tijdens het beleg van Wenen in 1529 en 1532. In 1533 sloot hij daarom een verdrag met Ferdinand, waarin hij zijn claim op het gebied opgaf en Hongarije werd samengevoegd tot twee gebieden, aan de ene kant de Habsburgers en aan de andere kant Zápolya. Na Zápolya’s dood werd Hongarije weer één geheel, geregeerd door Ferdinand.

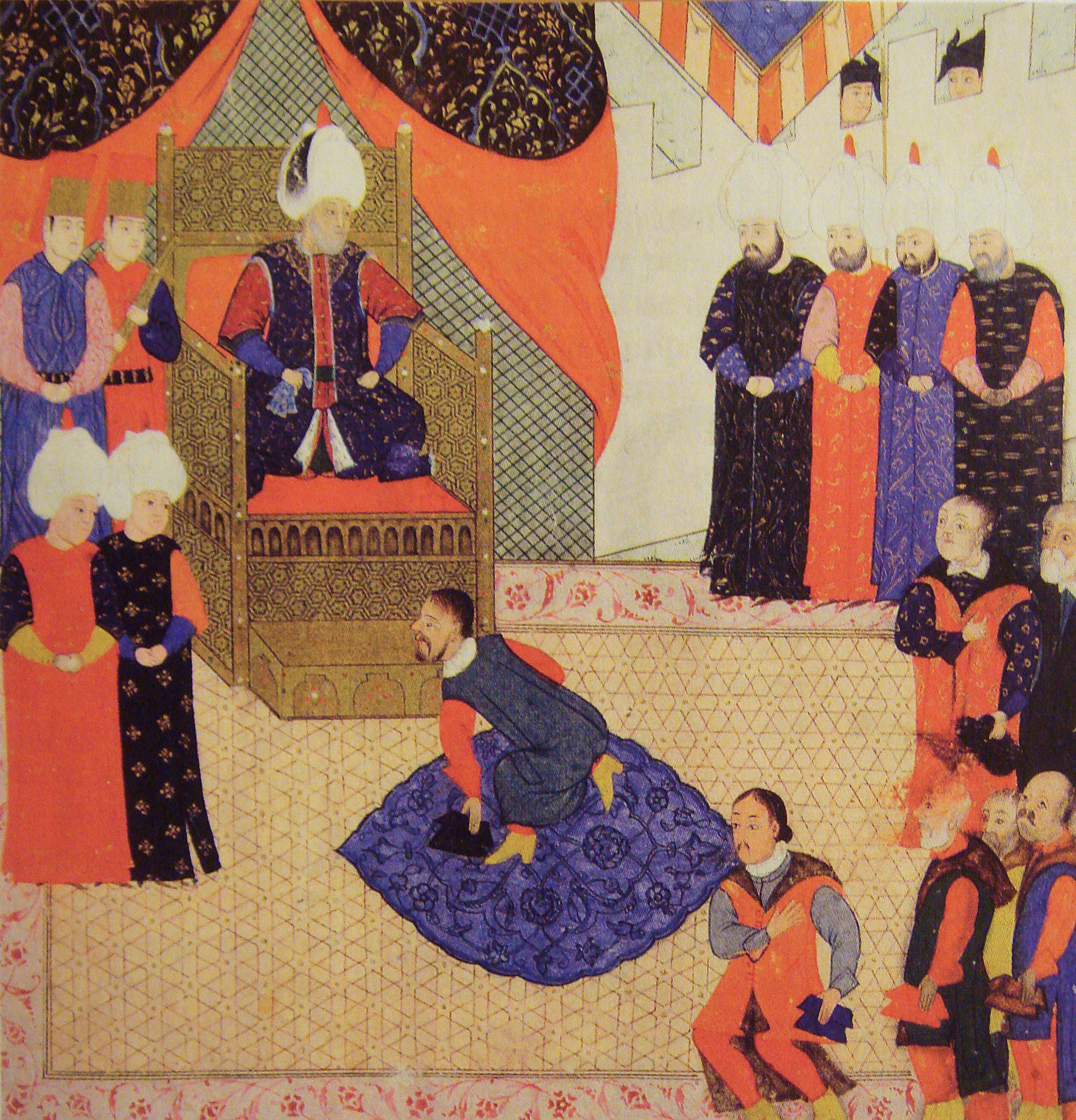
Koning Johan Zápolya van Hongarije met Sultan Suleyman Han in 1556.

Terwijl Süleyman niet succesvol was aan het Europese front bleef hij successen behalen aan het oosterse front. Er was een grote rivaliteit tussen Süleyman en de Safawieden, die Perzië de Kaukasus, deels het huidige Afghanistan en Turkmenistan en volledig het huidige Irak regeerden. In een eerste campagne in 1534 veroverde Süleyman de belangrijke stad Bagdad. Daarna raakte de stad in verval, overschaduwd door de groeiende stad Istanbul. In de derde campagne slaagden de legers van Süleyman er niet in het leger van de Sjah te overwinnen, waarna hij uiteindelijk met hen een verdrag sloot waarin de Sjah de grenzen van het Ottomaanse rijk erkende en zijn invallen stopte.
Süleyman veroverde grote gebieden in Noord-Afrika. Deze gebieden dienden als belangrijke uitvalsbasis tegen keizer Karel V van het Heilige Roomse Rijk. Deze keizer had in 1533 de oorlog verklaard aan het Ottomaanse rijk. Süleyman liet zijn beroemde generaal Khair ad Din, beter bekend als Barbarossa, vechten tegen het leger van de keizer. Barbarossa behaalde veel successen en de Ottomanen domineerden het gehele Middellandse Zeegebied.
De ridders van Malta vielen de Ottomaanse handelsvloot voortdurend lastig. Deze ridders behoorden tot de overgebleven Johannieters. In 1565 besloot Süleyman Malta te veroveren. Dit mislukte, nadat Spaanse troepen Malta te hulp schoten. De Ottomanen verloren 30.000 man in de strijd.
In 1566 leidde Süleyman -op 73-jarige leeftijd- een veldtocht tegen de Habsburgers. Hij stierf in zijn legertent op 5 of 6 september, tijdens het beleg van Szigetvár. De dag na zijn dood werd de burcht bestormd en ingenomen, maar deze Ottomaanse overwinning vormde het einde van de campagne. Grootvizier Mehmet Sokullu Paşa hield de dood van de sultan 48 dagen geheim om het moreel van de troepen hoog te houden, en zodat de enige overgebleven zoon van Süleyman, Selim II, tijdig geïnformeerd kon worden.

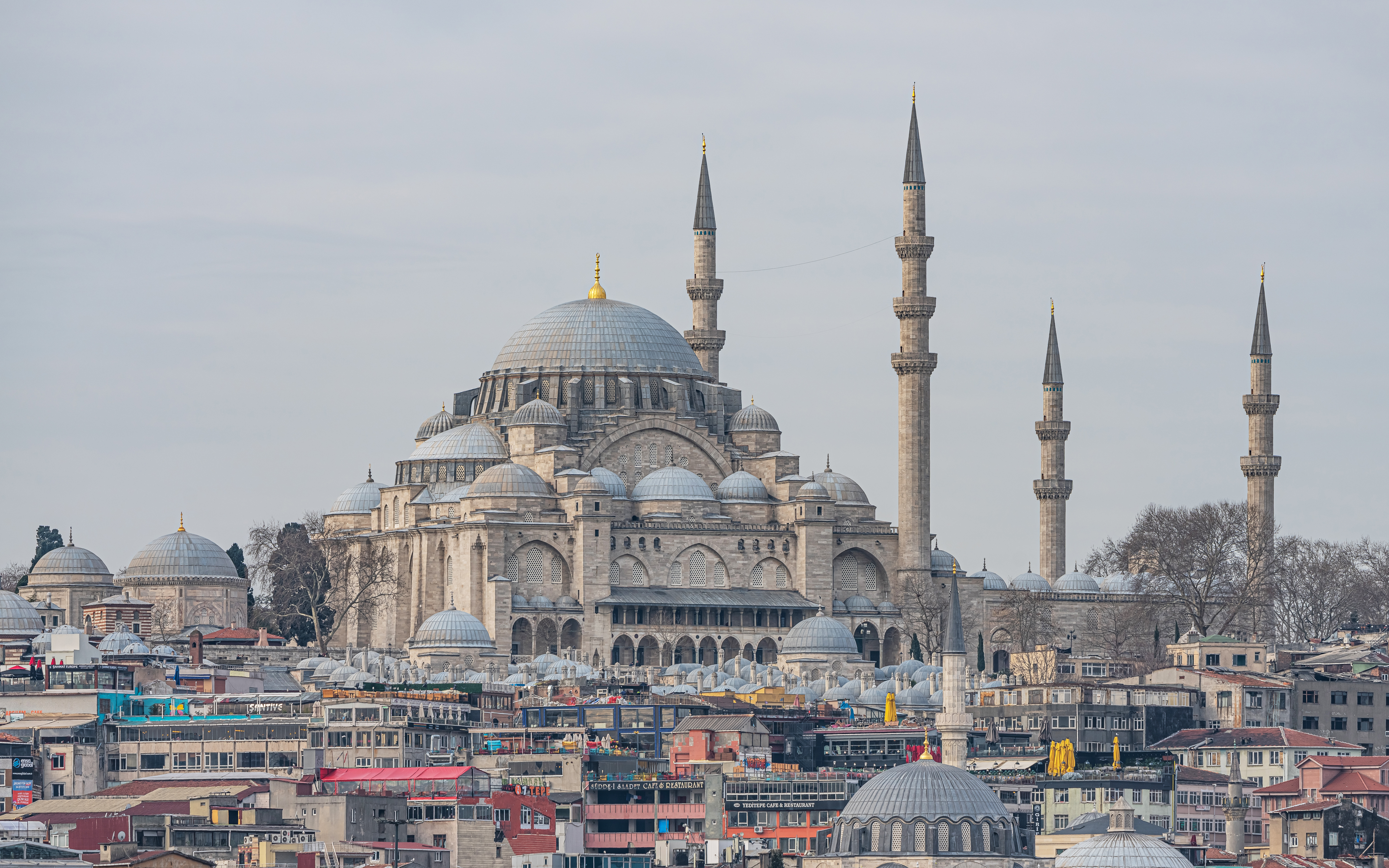
De Süleymaniye-moskee in Istanbul

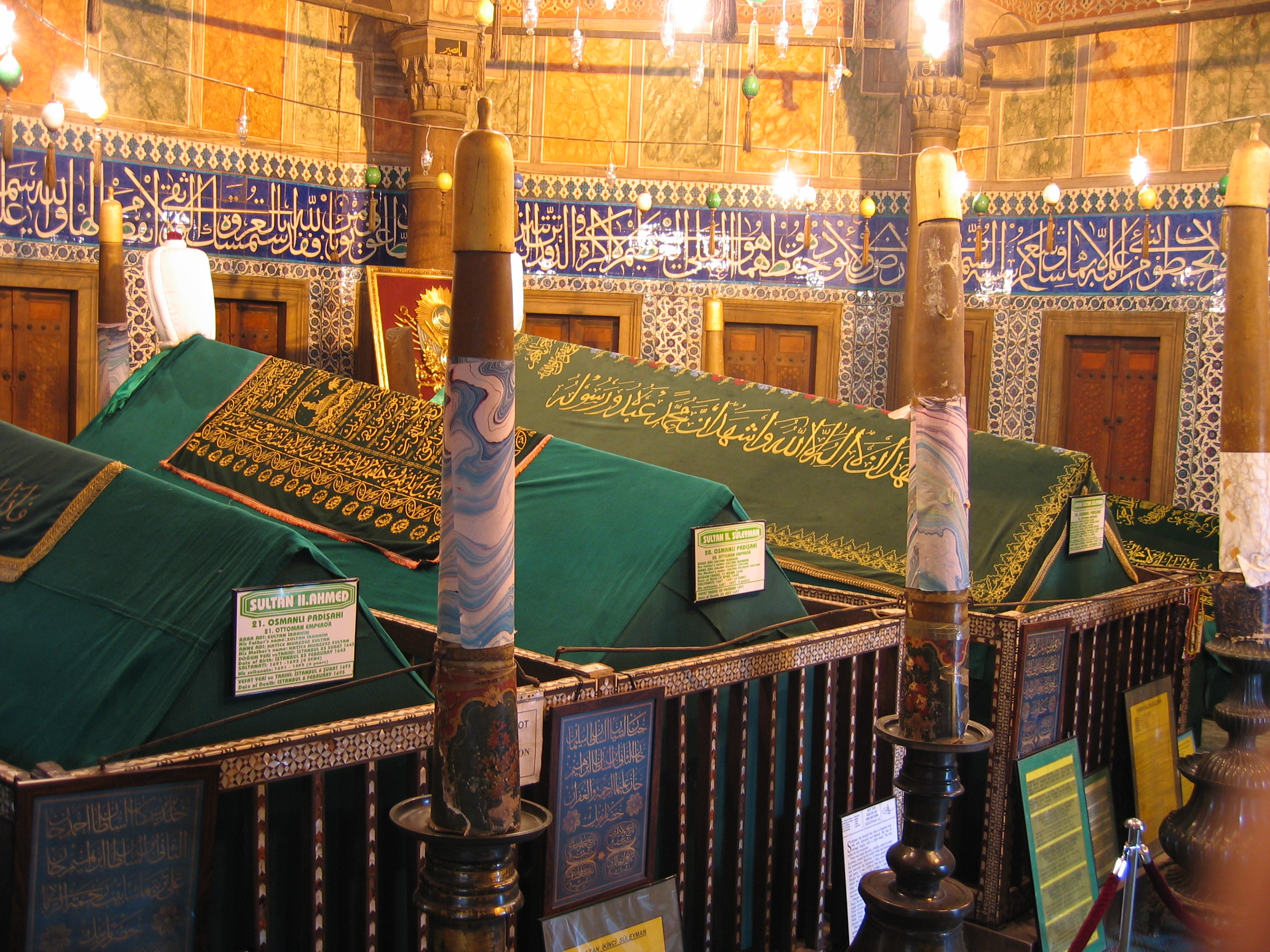
De graftombes van Süleyman I, Süleyman II en Ahmed II in de türbe van Süleyman I

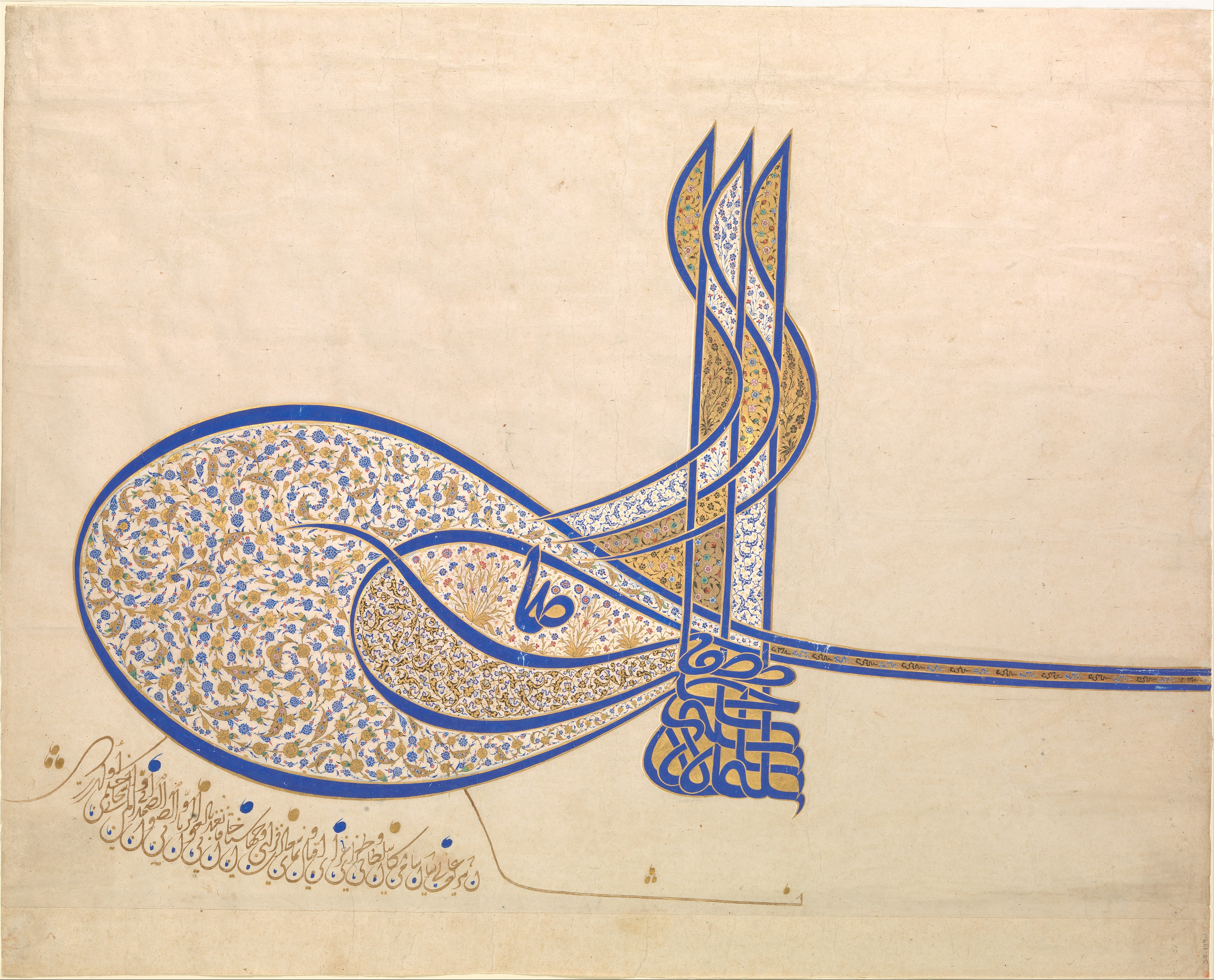
De Tughra van Kanuni Sultan Süleyman

## Süleyman de wetgever
Süleyman stond bekend als een groot rechter en een rechtvaardig heerser. In het Turks werd hij ook wel Kanuni Süleyman genoemd, wat de wetgever betekent. Süleyman koos zijn vertrouwelingen op basis van intelligentie en niet op basis van sociale status of populariteit. De naam Süleyman zelf is een afgeleide van Salomo, een koning die in de Koran wordt gezien als de ultieme rechter. De islamitische cultuur zag Süleyman als een tweede Salomo.
In de Süleymaniye-moskee in Istanbul beschrijft een inscriptie hem als de verspreider van de islamitische wet. Deze inscriptie luidt: Nashiru kawanin al-Sultaniyye. Dit betekent; "de verspreider van de wetten van de sultan". Al deze wetten samen waren de Kanuni Osmani, de Osmaanse wetten.

## Religieuze tolerantie
Sommige tot moslim bekeerde christenen in het Ottomaanse rijk konden belangrijke functies binnen het rijk bekleden. Pargalı İbrahim Pasha was, tot Süleyman hem liet terechtstellen, dertien jaar grootvizier.
Süleyman zette het beleid van religieuze tolerantie tegenover Joden verder; dat was al begonnen onder Bayezid II (1481–1512), die Joodse vluchtelingen uit Spanje had verwelkomd, die daar gedurende de Spaanse Inquisitie werden vervolgd.
In een brief aan paus Paulus IV (1555–59) in 1556, vroeg Süleyman voor onmiddellijke vrijlating van de Marrons van Ancona, die vervolgd werden nadat ze onder de pauselijke autoriteit vielen; Süleyman verklaarde hen tot Ottomaanse burgers. De paus liet hen vrij, wat een demonstratie van de invloed van de Ottomaanse Rijk is onder Süleymans bewind. Süleyman had ook een Joodse lijfarts, Moshe Hamon.
In Jeruzalem heerste onder de Ottomaanse sultans een tijdperk van religieuze vrede; joden, christenen en moslims hadden vrijheid van religie.

## Architectuur
Süleyman heeft veel gebouwd en hij maakte van Istanbul het centrum van de islamitische samenleving. Hij liet paleizen bouwen die konden wedijveren met de grootste bouwwerken in de wereld. Süleyman had een briljante architect in dienst, Sinan genaamd. De kenmerken van Sinans bouwwerken zijn dat ze met grote koepels zijn uitgerust en rijkelijk gedecoreerd zijn. Er wordt gezegd dat hij het volgende heeft gebouwd: 52 kleine moskeeën, 41 badhuizen, 35 paleizen, 22 mausoleums, 20 hotels, 17 openbare keukens, 8 bruggen, 8 warenhuizen, 7 scholen, 6 aquaducten en 3 ziekenhuizen.
Zijn bekendste bouwwerk is de grote Süleymaniye-moskee in Istanbul. Op de minaretten van deze moskee zaten zelfs meer balkonnetjes dan op de Al-Masjid al-Haram moskee in Mekka, de heilige stad van de moslims. Hiervan werd in de moslimwereld nog weleens schande gesproken, omdat dit zou betekenen dat Süleyman belangrijker zou zijn dan Mohammed.
Na zijn dood is Süleyman de Grote bijgezet in deze naar hem genoemde moskee.

## Vrouwen
- Fülane Hatun: Süleymans eerste vrouw, waarvan de echte naam onbekend is. "Fulani" is waarschijnlijk een beschrijving voor drie minnaressen, omdat de naam wordt gebruikt als compliment voor vrouwen. Een van de drie baarde Şehzade Mahmud die in 1512 werd geboren, één had in 1514 een dochter genaamd Fatima en één was de moeder van een zoon die in 1522 werd geboren en als bijnaam “Haseki” had.
- Gülfem Hatun: volgens Hürrem is Gülfem de volgende “haseki” of concubine. Gülfem stierf in 1561 of 1562. Ze had een zoon die in 1521 was geboren en die stierf op 12 oktober 1521.
- Mahidevran Sultan (in sommige bronnen ook wel Gülbahar genoemd): geboren rond 1500 en was de moeder van Mustafa, die in 1515 werd geboren, en Raziye, die in 1525 werd geboren. Mustafa overleed op 6 oktober 1553. Mahidevran overleed op 3 februari 1581 in Bursa.
- Hürrem Sultan: trad vlak na het toetreden tot de troon in 1520 toe tot de harem. Hürrem was de moeder van Mehmed, die in 1521 werd geboren, Mihrimah, die in 1522 werd geboren, Selim, die in 1524 werd geboren, Bayezid, die in 1525 werd geboren en Cihangir, die in 1531 werd geboren. Ze overleed op 15 april 1558.